# Ричи, Мейджор
Мейджор Джо́зайя Джордж Ри́чи (англ. Major Josiah George Ritchie ; 18 октября 1870, Вестминстер, Лондон — 28 февраля 1955, Эшфорд, Миддлсекс) — британский теннисист, двукратный победитель Уимблдонского турнира в парном разряде и чемпион Олимпийских игр 1908 года.

## Общая информация
Родился в 1870 году, в Вестминстере. Образование получил в Брайтонском колледже, в Восточном Сассексе.
На летних Олимпийских играх 1908 года в Лондоне в возрасте 37 лет выиграл три медали разного достоинства: золотую в мужском одиночном разряде, серебряную в паре с Джеймсом Сесилом Парком, и бронзовую - в мужском одиночном, в закрытом помещении. В этом же году играл за сборную на Кубке Дэвиса, в финальных матчах против сборной США.
Также, в 1908 и 1910 он победил на Уимблдоне в парном разряде, вместе с Энтони Уилдингом.
В 1909 году дошёл до финала Уимблдонского турнира в одиночном разряде,  где проиграл в пяти партих Артуру Гору, хотя вёл по сетам 2-0.
Из других  турниров пять раз выигрывал   Открытый чемпионат Германии, в Гамбурге (1903—1906, 1908),   и четыре раза — Лондонский Queen's Club Championships (1902, 1904, 1906, 1909). 

### Титулы в одиночном разряде (12)
| Год  | Турнир                               | Покрытие | Соперник в финале      | Счёт в финале        |
| 1902 | Queen's Club Championships, Лондон   | трава    | Чарльз Симонд          | 6-3, 6-4, 6-0        |
| 1903 | Открытый чемпионат Германии, Гамбург | грунт    | Макс Декюжи            | w/o                  |
| 1904 | Открытый чемпионат Германии, Гамбург | грунт    | К. Уэссели             | 6-4, 6-0, 10-8       |
| 1904 | Queen's Club Championships, Лондон   | трава    | Гарольд Махони         | 6-3, 6-1, 6-1        |
| 1905 | Открытый чемпионат Германии, Гамбург | грунт    | Энтони Уилдинг         | 8-6, 7-5, 8-6        |
| 1906 | Открытый чемпионат Германии, Гамбург | грунт    | Фридрих Вильгельм Раух | 6-2, 6-2, 6-0        |
| 1906 | Queen's Club Championships, Лондон   | трава    | Дж. М. Флавель         | 6-0, 6-1, 7-5        |
| 1907 | Турнир в Монте-Карло                 | грунт    | Лоуренс Дохерти        | 8-6, 7-5, 8-6        |
| 1907 | Чемпионат Ирландии                   |          |                        |                      |
| 1908 | Открытый чемпионат Германии, Гамбург | грунт    | Дж. К. Лоджи           | 6-1, 6-1, 6-3        |
| 1908 | Летние Олимпийские игры, Лондон      | трава    | Отто Фройцхайм         | 7-5, 6-3, 6-4        |
| 1909 | Queen's Club Championships, Лондон   | трава    | Гарри Паркер           | 11-13, 6-4, 6-1, 6-0 |